# Manuela Serra
Manuela Serra (Lisboa, 1948), é uma realizadora portuguesa conhecida por ter realizado o documentário O Movimento das Coisas. Este, apesar de ter sido premiado e elogiado em vários festivais, só entrou no circuito comercial em 2021, 36 anos depois de ter sido concluído. 

## Percurso
Nascida na capital portuguesa em 1948, Manuela Serra estudou Cinema na Bélgica no Institut des Arts et Diffusion, entre 1971 e 1974. 
Regressada a Portugal após a revolução de 25 de Abril de 1974, integra o grupo fundador da cooperativa VirVer, responsável pela produção de filmes como São Pedro da Cova, Deus, Pátria, Autoridade e Bom Povo Português do realizador Rui Simões e nos quais trabalha como assistente de realização e montadora. 
Em 1979 escreve o argumento do seu único filme O Movimento das Coisas, cujas filmagens têm inicio no mesmo ano e que ficará concluído 6 anos depois, em 1985. 
Na década seguinte, Manuela Serra afasta-se do cinema sem ter realizado o seu segundo filme ao qual planeava dar o título de Ondulações. 

## O Movimento das Coisas
Filmado na aldeia de Lanheses,  concelho de Viana do Castelo, contou com a participação da população da referida aldeia e de nomes como José Mário Branco responsável pela banda sonora. 
Estreia em 1985 no Festival Internacional de Cinema de Mannheim-Edelberga, onde recebe o Prémio FilmduKaten. 
Apesar de premiado e elogiado em vários festivais, nomeadamente no Festival de Cinema Lumière que decorre anualmente em Lyon e para o qual foi seleccionado em 2020, só é lançado no circuito comercial em 2021, 36 anos depois de ter sido concluído. 

## Prémios e Reconhecimento
Manuela Serra foi premiada com vários prémios pelo seu documentário O Movimento das Coisas, nomeadamente: 
- 1985 -  Recebeu o Prémio Filmdukaten no Festival Internacional de Cinema de Mannheim-Edelberga

- 1985 - No Festroia ganhou o Prémio Agfa

Em 2015, Marta Ramos, Mário Fernandes e José Oliveira filmaram o documentário 35 Anos Depois, O Movimento das Coisas, onde registaram o regresso de Manuela Serra à aldeia de Lanheses. 
A importância do seu único filme para o Cinema Português é destacada por João Bérnard da Costa e Manuel Mozos em artigos que escreveram sobre ele.  Manoel de Oliveirae Paulo Rocha foram outros nomes do cinema português que a felicitaram pelo filme. 

## Filmografia
Realizou:
- 1986 - O Movimento das Coisas [5]

Trabalhou como assistente de realização nos filmes:
- 1976 - Deus, Pátria, Autoridade
- 1980 - Bom Povo Português

Participou nos filmes:
- 1985 - Necrofilia, do realizador Vítor Silva [15]
- 2015 - 35 Anos Depois, O Movimento das Coisas [12]